# اس‌اس سیتی آو آدلاید (۱۸۶۳)
اس‌اس سیتی آو آدلاید (۱۸۶۳) (به انگلیسی: SS City of Adelaide (1863)) یک کشتی بود. این کشتی در سال ۱۸۶۳ ساخته شد.